# オイカワデニム
有限会社オイカワデニムは、宮城県気仙沼市に本社を置き、デニム衣類の企画、製造、販売を手掛け、ジーンズのオリジナル・ブランド「STUDIO ZERO」などで知られる会社。世界的ブランドのデニム製品の復刻モデルの製造などもおこなっている。

## 沿革
もともと気仙沼市で呉服商を営んでいた及川家が、1981年に創業し、1990年前後にはエドウインなどから多数の下請け受注を得たが、その後デニム製品の生産拠点が中国に移ると受注が激減してしまう。その経験の反省から、いち早くリメーク・ジーンズの製造に取り組むとともに、オリジナル商品の開発を進め、2005年にオリジナル・ブランド「STUDIO ZERO」を発表して、国内外から注目されるようになった。
2011年3月の東日本大震災の際には、社屋の被災は免れたものの、倉庫に保管されていた5千本ほどのジーンズが津波で流失する被害を受けた。その後、土砂の中から一部のジーンズが発見されたが、糸のほつれなどがほとんどなかったことから「復興のジーンズ」、「奇跡のジーンズ」として広く知られるようになった。また、震災直後には工場の床にデニム生地を敷き、避難所として開放したが、4月から工場の操業を再開して、新たに未経験者を採用し、オリジナル雑貨のブランド「SHIRO 0819」も立ち上げた。
2016年に、及川洋が代表取締役社長となった。
また、従来、廃棄物とされていたメカジキの吻を繊維化し、「すべてが土に還るジーンズ」をうたった天然素材ジーンズの「メカジキデニム」の開発などにも取り組んでいる。

## 関連文献
- 今関信子『デニムさん　気仙沼・オイカワデニムが作る復興のジーンズ』佼成出版社、2018年。